# Proyecto hidroeléctrico Zanja del Tigre
El proyecto hidroeléctrico Zanja del Tigre es una presa de embalse proyectada sobre el río Bermejo, en la Argentina, que estaría ubicado en las cercanías de la ciudad de Orán.

## El río Bermejo
El río Bermejo nace en Bolivia, donde drena casi la totalidad del departamento de Tarija. A partir del paralelo 22° S, sirve de frontera entre este país y la Argentina. A partir de las Juntas de San Antonio , donde recibe al Grande de Tarija, ingresa completamente a territorio argentino.
A partir del punto en que ingresa a territorio argentino, el río recibe varios afluentes importantes, tales como el Iruya, con su afluente el Pescado, el Blanco o Zenta. Estos ríos nacen en los bordes de la Puna, aunque la gran mayoría de su caudal proviene de las precipitaciones de la selva tucumano-oranense que se extiende sobre la serranía de Zenta, que forma parte de la cordillera Oriental.
El Bermejo es un río de gran potencial hidroeléctrico, ubicado en una zona de fuertes precipitaciones y que salva un gran desnivel desde su formación hasta ingresar en la llanura chaqueña. Se ha proyectado una serie de posibles aprovechamientos hidroeléctricos para este río y sus afluentes, pero éstos están condicionados por dos limitantes principales:
- la necesidad de acordar con Bolivia para el aprovechamiento en común del tramo en que sirve de límite internacional;
- solucionar los problemas presentados por la enorme masa de sedimentos que transportan.[3]

El proyecto de construcción de la represa de Zanja del Tigre prevé el embalse de las aguas del río enteramente a partir de las juntas de San Antonio, aprovechando la totalidad del desnivel a partir de ese punto y sin afectar territorio boliviano.

## Sedimentos
El río Bermejo lleva ese nombre por el color rojizo de sus aguas, debido a la gran cantidad de sedimentos que éstas llevan. Sus nacientes reúnen las corrientes que descienden de los contrafuertes de la cordillera Oriental, socavando las barrancas de areniscas blandas entre las cuales fluyen.
La alta cuenca del Bermejo presenta ejemplos de procesos erosivos de dimensiones extraordinarias. Las principales causas de la misma son la casi absoluta ausencia de tapiz vegetal, el inadecuado uso agro pastoril del suelo y un régimen pluviométrico que concentra las lluvias en los meses de verano. En el paraje Zanja del Tigre, el río Bermejo transporta un elevado monto de material en suspensión, habiéndose medido un promedio de 57 millones de t/año entre 1945 y 1963. Estos sedimentos continúan su camino por el río Bermejo —el cual, por esta razón, se ha desviado en el último siglo hacia el río Teuco— y son la principal fuente de sedimentos en el río Paraná y el río de la Plata, con sus consecuencias de avance del delta del Paraná y necesidad de costosos dragados del puerto de Buenos Aires.
Ante tal situación, la posibilidad de abordar la construcción de una represa sobre el río Bermejo requiere, como paso previo, un adecuado plan de disminución de los sedimentos transportados; caso contrario, el embalse se colmaría de sedimentos en menos de 80 años, quedando completamente inutilizado. Sobre el río Itiyuro se ha construido una pequeña represa, que quedó completamente colmada en poco más de una década, de modo que requiere de casi continuas obras de mantenimiento.
Se ha estimado que el río Iruya es el responsable del 50% del aporte de sedimentos de todo el sistema aguas arriba de Zanja del Tigre. Por consiguiente, un plan agresivo de disminución de estos aportes por medio de obras civiles que provoquen el decantado de esos sedimentos en ese río, y planes de forestación o de recuperación de la vegetación nativa en la cuenca del mismo serán un factor importante en la factibilidad de los embalses proyectados, además de tener efectos benéficos aguas abajo, hasta el estuario del Río de la Plata.

## Sistema de embalses del río Bermejo
Desde la década de 1960 se han planificado una gran cantidad de proyectos hidroeléctricos para la porción argentina de la cuenca superior del río Bermejo. Entre ellos se cuenta los posibles embalses en Las Pavas y Arrazayal, sobre el tramo conjunto del Bermejo, los de Peña Colorada, Zanja del Tigre y Elordi, sobre el tramo exclusivamente argentino del mismo río, el de Astilleros, sobre el tramo del río Grande de Tarija que hace de límite entre ambos países, y los de Río Iruya, Río Pescado I, Río Pescado II y Santa Rosa del Río Colorado, sobre los afluentes de la margen derecha del Bermejo.
En 1974 se planificó construir al menos cinco de esos embalses, en una secuencia predefinida que se habría iniciado pocos años después, y que habría finalizado con la puesta en operaciones del quinto de ellos en 1994; la presa de Zanja del Tigre habría sido puesta en funcionamiento en 1991. Razones económicas, financieras, ecológicas y políticas hicieron imposible seguir ese programa.
La Comisión Regional del Río Bermejo ha presentado —a principios de 2013— un proyecto para la realización de estudios necesarios para iniciar las obras de las tres centrales ubicadas sobre el Bermejo argentino —Peña Colorada, Zanja del Tigre y Elordi— y aconsejó por razones financieras y operativas llevarlas a cabo en ese mismo orden. En cualquier caso, reconoció que, tanto por capacidad de generación de energía como por su utilidad como reguladora del caudal del Bermejo, la obra clave sigue siendo la represa de Zanja del Tigre, tal como había sido proyectado a principio de los años 1970.

## Presa de embalse proyectada
La presa de embalse proyectada se encuentra sobre el río Bermejo aguas arriba de la confluencia con el río Colorado y unos 10 km aguas arriba de la unión con el río San Francisco. El proyecto permite llevar a cabo dos alternativas, con una cota de coronación de 349 o 354 m s. n. m., e incluso se puede construir a cota 349 y luego aumentarla a 354.
Además de la presa principal, la obra incluiría una presa de protección contra crecidas para la ciudad de Orán, y una presa compensadora y derivadora aguas abajo. La represa Elordi podría también cumplir esas funciones; cualquiera de estas dos alternativas permitiría proveer de riego a unas 100 000 ha.
La presa principal, que en la versión menos ambiciosa tendría una altura de 64 m, sería de material rocoso suelto, con núcleo impermeable de arcilla. Tendría paramentos de inclinación 3:1, de 3500 m de largo. El cierre lateral, de características similares, tendría un kilómetro de largo por 34 m de alto. La presa de protección para la ciudad de Orán tendría 4,4 km de largo, con una altura máxima de 12 m. Las tres presas requerirían, en total, de 41 400 000 m³ de materiales para su construcción.
El aliviadero tendría una cota de umbral de 332 m s. n. m., y se operaría con 8 compuertas de 4 m de largo cada una. Estaría diseñada para un caudal máximo de 12 000 m³/s, esto es, para una recurrencia de cada mil años. Al pie del vertedero tendría un disipador de energía, para evitar que el agua erosione el cauce del río por delante de la represa. Dispondría, además, de un descargador de fondo de grandes dimensiones, ajustados a las especiales necesidades de evacuación de sedimentos de este río.
Cuatro tomas similares alimentarían por medio de tuberías de 2,5 m de diámetro al descargador de fondo y las tres turbinas Francis de eje vertical, capaces de turbinar un máximo de 200 m³/s. La capacidad instalada total de la central hidroeléctrica, ubicada a presa de embalse, sería de 240 MW.